# San Carlos de Río Negro
San Carlos de Río Negro es una población venezolana fronteriza con Colombia, capital del municipio Río Negro, este pueblo está ubicado en el suroeste del estado Amazonas. Esta es la sexta población del estado Amazonas en términos de número de habitantes, con una población de 3234 habitantes (2011).
Por su ubicación geográfica, es el centro poblado más meridional de todo el territorio venezolano.

## Historia
Esta población fue fundada en 1759, en torno a una expedición hecha y capitaneada por José Solano y Bote, un expedicionista que descubrió aquella región entre los trabajos de exploración entre España y Portugal, por el Tratado de Madrid,, pero, esta población es fundada por él y muy pocos sobrevivientes de las enfermedades, principalmente de la fiebre amarilla. La población fue en donde moriría el famoso botánico sueco Pehr Löfling y también sería parte y parada de una de las expediciones de Alexander von Humboldt y Aimé Bonpland, y esto ocurriría el 7 de mayo de 1800.

## Geografía
La población fue ubicada a márgenes del Río Negro, cerca de los límites entre Colombia y Brasil, en el Canal de Casiquiare.

### Clima
El clima anual es de 26,6 °C y tiene una precipitación de 3633 mm de por año.

### Vías de comunicación
El acceso se realiza principalmente por vía fluvial, utilizando los cursos del río Guainía, el río Negro o el canal de Casiquiare. Desde la bifurcación del canal, es posible continuar al sur por un corto trayecto hasta llegar a la población.
También es posible arribar por vía aérea, a través de aerotaxis o aviones privados, los cuales operan ocasionalmente desde localidades cercanas. En cuanto a rutas terrestres, existen trochas y caminos de tierra de primera y segunda categoría que conectan con Colombia y sectores de Venezuela. Sin embargo, no hay acceso por carretera asfaltada directa.

### Vivienda
La vivienda tradicional está compuesta por estructuras de madera, construidas con tablas verticales entrelazadas y techos de palma, siguiendo patrones propios de la arquitectura adaptada al ambiente amazónico. No obstante, en años recientes, se ha observado una sustitución progresiva de los techos de palma por láminas de zinc, con el objetivo de mejorar la resistencia estructural frente a la humedad y las lluvias.

## Alcaldía
La alcaldía del municipio Río Negro actualmente está bajo la gerencia del ciudadano Christian Lossio electo democráticamente para el período 2022-2025